# ドゥブラフカ・トムシッチ・スレボトニャク
ドゥブラフカ・トムシッチ・スレボトニャク（Dubravka Tomšič Srebotnjak, 1940年2月6日 - ）は、スロベニアのピアニスト。
ドゥブロヴニクの生まれ。
リュブリャーナの音楽院を経てスロベニア音楽院でゾラ・ザルニコヴァに師事。1952年にクラウディオ・アラウに見い出されてジュリアード音楽院に入学し、キャサリン・ベーコンに師事したが、短期間ながらアレクサンダー・ウニンスキーの指導も受けた。1957年に卒業後は、1959年までアルトゥール・ルービンシュタインの薫陶も受けている。
1961年のフェルッチョ・ブゾーニ国際ピアノ・コンクールで第３位入賞を果たした。
1967年からリュブリャーナ音楽院の講師になり、1975年には教授に昇格している。
夫は作曲家のアロイス・スレボトニャクで、息子マルティンはスロヴェニアの映画監督になった。
2005年にはリュブリャーナ市の名誉市民となった。